# 랄롤라
랄롤라(Lalola)는 2007년 8월 28일부터 2008년 4월 29일까지 방영된 아르헨티나의 텔레비전 코미디 쇼이다. 그것은 TV 채널 América 2에 의해 방송되었다.

## 줄거리
랄로(Lalo)는 유명 잡지의 편집자이자 미디어 회사의 이사이며 주변에 많은 여성이 있다. 랄로와 사랑에 빠진 로미나(Romina)는 랄로가 그녀에게 헌신하지 않은 것을 벌하기로 결심한다. 그녀는 마녀를 고용하여 그에게 주문을 걸어 그를 매우 아름다운 여성으로 만든다. 로미나는 괴롭힘을 당하는 여성이 어떤 것인지 그에게 알게 싶었기 때문입니다.
랄로는 완전한 혼란 상태에서 여성으로 깨어난다. 그러나 Lalo의 친구는 로미나가 랄로의 집에 전화를 걸어 자신이 한 일을 듣고 무슨 일이 일어났는지 믿는다. 다른 사람은 랄로가 마법으로 변신했다고 믿을 것 같지 않기 때문에 랄로는 "롤라"라는 새로운 신분을 가진다.